# Geometria de coordenação
A Geometria de coordenação de um átomo é o padrão geométrico formado pela coordenação dos ligantes a um metal em uma molécula ou composto de coordenação. O arranjo geométrico dos ligantes varia em função do número de ligantes acoplados ao centro metálico, e da preferência de coordenação do metal. O número de ligantes pode variar de dois a onze por metal.